# 波士尼亞與赫塞哥維納聯邦
波斯尼亚和黑塞哥维那联邦，簡称波赫聯邦，是組成波士尼亞與赫塞哥維納這個主權國家的兩個實體之一，另一個為塞族共和國，雙方以“波斯尼亞和黑塞哥維那聯邦和塞族共和國的邊界分隔線”為界。由於波赫聯邦是由穆斯林族（即波士尼亞克族）及克羅埃西亞族組成，因此又被稱為穆斯林族和克罗地亚族联邦，簡称穆克聯邦。
2001年時憲法法院判決塞尔维亚人為波赫聯邦境內第三個擁有合法投票權的族群，同時亦判決在塞族共和國境內的穆斯林（即波士尼亞克人）及克羅埃西亞人擁有合法投票權。波赫聯邦有自己的首都、政府、總統、議會、海關、警政部門、郵政系統以及航空公司（波斯尼亚航空）。曾有稱為波斯尼亚和黑塞哥维那武装力量的軍隊，但在2005年底，波赫聯邦及塞族共和國雙方合併各自的軍隊，現在波赫聯邦及塞族共和國的軍隊皆隸於國家層級的波士尼亞與赫塞哥維納國防部。

## 歷史
1994年5月岱頓協定簽署，成立波赫聯邦。協定中提及聯邦由克羅埃西亞人及穆斯林（波士尼亞克人）所佔領的地區組成，下分10州，採用州系統是避免有一族勢力大過於其他族群。
1995年，波赫聯邦擊敗西波士尼亞共和國，將其國土納入聯邦範圍中。
從簽署岱頓協定後，波赫聯邦成為波士尼亞與赫塞哥維納兩個實體之一，擁有51%的國土。
2000年3月8日，一直處於國際監管的布爾奇科成為波士尼亞與赫塞哥維納的一个特区，其財政自主，不向國家上繳税务，擁有自治管理權，由波赫聯邦及塞族共和國共同管轄。

## 行政區劃
1. 烏納-薩納州
2. 波薩維納州 (飞地)
3. 圖茲拉州
4. 澤尼察-多博伊州
5. 波斯尼亞-波德里涅州
6. 中波斯尼亞州
7. 黑塞哥維那-內雷特瓦州
8. 西黑塞哥維那州
9. 薩拉熱窩州
10. 第十州

| 烏納-薩納 波薩維納 圖茲拉 澤尼察-多博伊 波士尼亞-波德里涅 中波士尼亞 黑塞哥維那 -內雷特瓦 西赫塞哥維納 塞拉耶佛 第十州 塞族共和國 塞族共和國 布爾奇科 |

其中烏納-薩納、圖茲拉、澤尼察-多博伊、波斯尼亞-波德里涅、薩拉熱窩等五州為穆斯林州，波薩維納、西黑塞哥維那、第十州為克族州，其餘中波斯尼亞、黑塞哥維那-內雷特瓦兩州為「混合」州，用來平衡各族群間的勢力。

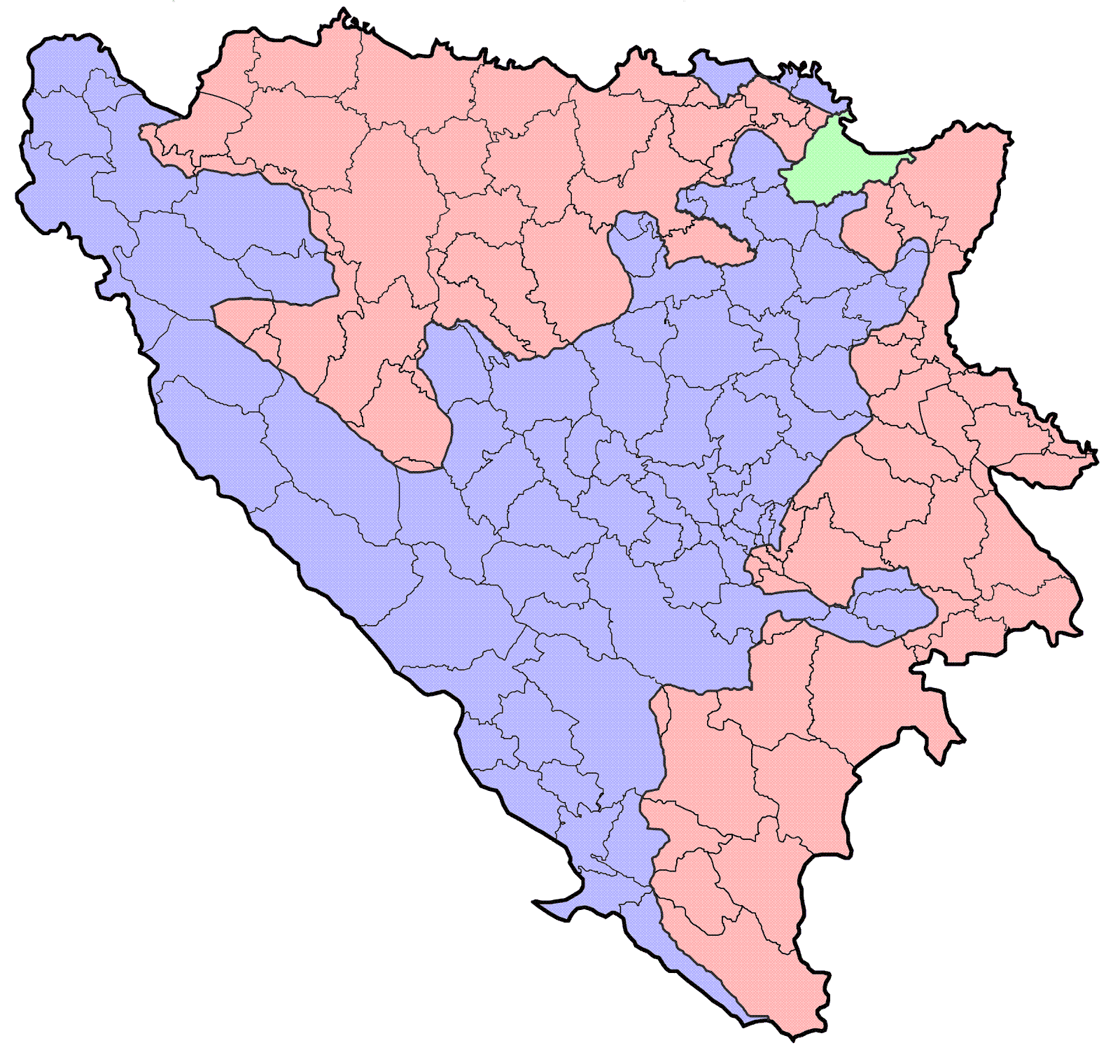
波赫聯邦的部份為藍色，綠色為布爾奇科特區。NoteTag|雖然布爾奇科特區在名義上是屬於波士尼亞與赫塞哥維納的兩個實體波赫聯邦與塞族共和國共管(condominium)，但事實上(de facto)不受任何一个实体管辖，而是以去中心化的地方政府来运作的。

[[File:BH municipality location.gif|thumb|波赫聯邦的部份為藍色，綠色為布爾奇科特區。{{NoteTag|雖然布爾奇科特區在名義上是屬於波士尼亞與赫塞哥維納的兩個實體波赫聯邦與塞族共和國共管(condominium)，但事實上(de facto)不受任何一个实体管辖，而是以去中心化的地方政府来运作的。]]
布爾奇科特區有一部份领土劃自波赫聯邦。
目前波赫聯邦有79個市鎮。

## 人口
波赫聯邦佔國土約51%的土地，60%的人口以此為家。但所有人口的相關資料（包括族群分佈），因缺乏官方人口普查而有相當大的誤差。2002年估計聯邦內人口約有兩百五十萬人，其中波士尼亞克人占70%，克罗地亚人占28%，塞尔维亚人占1.4%。而在1991年，当地的波士尼亞克人占52.1%，克罗地亚人占22.1%%，塞尔维亚人占17.6%。聯邦內塞尔维亚人在1991年後因內戰爆發，人口大幅度衰減。

## 政治體制
波赫聯邦設一位总统，兩位副總統。就像塞族共和國一樣，職位由各族輪流擔任。
議会分為上下兩議院，下议院为代表院，上议院为民族院。
与众不同的是，聯邦中許多公用事业和行政系統如：電話、郵政、軍隊等都分為穆斯林族及克族的個別單位，但最近其中許多单位又都重新合併成為單一的公營事業。